# Powiatowa Komenda Uzupełnień Brzeziny w Tomaszowie
Powiatowa Komenda Uzupełnień Brzeziny w Tomaszowie (PKU Brzeziny w Tomaszowie) – organ wojskowy właściwy w sprawach uzupełnień Sił Zbrojnych II Rzeczypospolitej i administracji rezerw w powierzonym mu okręgu.

## Historia komendy
21 sierpnia 1919 roku na terenie Okręgu Generalnego „Łódź” została utworzona Powiatowa Komenda Uzupełnień 30 pułku piechoty w Brzezinach. Okręg poborowy obejmował powiaty: brzeziński, rawski i skierniewicki. Powiat brzeziński został wyłączony z dotychczasowej VIII PKU w Łodzi, natomiast powiaty rawski i skierniewicki z X PKU w Łowiczu. W styczniu 1920 roku PKU 30 pp została przeniesiona z Brzezin do Tomaszowa Mazowieckiego. Przez cały okres istnienia komenda miała swoją siedzibę przy ul. św. Tekli 30 (obecnie ul. Norberta Barlickiego).
Z dniem 15 listopada 1921 roku, po wprowadzeniu podziału kraju na dziesięć okręgów wojskowych i wprowadzeniu pokojowej organizacji służby poborowej, PKU 30 pp została przemianowana na Powiatową Komendę Uzupełnień Brzeziny w Tomaszowie i podporządkowana Dowództwu Okręgu Korpusu Nr IV w Łodzi. Okręg poborowy PKU Brzeziny w Tomaszowie obejmował powiat brzeziński, w siedzibie którego rezydował oficer ewidencyjny. Powiaty rawski i skierniewicki zostały podporządkowane PKU Skierniewice.
18 listopada 1924 roku weszła w życie ustawa z dnia 23 maja 1924 roku o powszechnym obowiązku służby wojskowej, a 15 kwietnia 1925 roku rozporządzenie wykonawcze ministra spraw wojskowych do tejże ustawy, wydane 21 marca tego roku wspólnie z ministrami: spraw wewnętrznych, zagranicznych, sprawiedliwości, skarbu, kolei, wyznań religijnych i oświecenia publicznego, rolnictwa i dóbr państwowych oraz przemysłu i handlu. Wydanie obu aktów prawnych wiązało się z przejęciem przez władze cywilne (administracji I instancji) większości zadań związanych z przygotowaniem i przeprowadzeniem poboru. Przekazanie większości zadań władzom cywilnym umożliwiło organom służby poborowej zajęcie się wyłącznie racjonalnym rozdziałem rekruta oraz ewidencją i administracją rezerw. Do tych zadań dostosowana została organizacja wewnętrzna powiatowych komend uzupełnień i ich składy osobowe. Poszczególne komendy różniły się między sobą składem osobowym w zależności od wielkości administrowanego terenu.
Zadania i nowa organizacja PKU określone zostały w wydanej 27 maja 1925 roku instrukcji organizacyjnej służby poborowej na stopie pokojowej. W skład PKU Brzeziny w Tomaszowie wchodziły dwa referaty: I) referat administracji rezerw i II) referat poborowy. Nowa organizacja i obsada służby poborowej na stopie pokojowej według stanów osobowych L. O. I. Szt. Gen. 3477/Org. 25 została ogłoszona 4 lutego 1926 roku. Z tą chwilą zniesione zostały stanowiska oficerów ewidencyjnych.
12 marca 1926 roku została ogłoszona obsada personalna Przysposobienia Wojskowego, zatwierdzona rozkazem Dep. I L. 6000/26 przez pełniącego obowiązki szefa Sztabu Generalnego gen. dyw. Edmunda Kesslera, w imieniu ministra spraw wojskowych. Zgodnie z nową organizacją pokojową Przysposobienia Wojskowego zostały zlikwidowane stanowiska oficerów instrukcyjnych przy PKU, a w ich miejsce utworzone rozkazem Oddz. I Szt. Gen. L. 7600/Org. 25 stanowiska oficerów przysposobienia wojskowego w pułkach piechoty.
Od 1926 roku, obok ustawy o powszechnym obowiązku służby wojskowej i rozporządzeń wykonawczych do niej, działalność PKU Brzeziny w Tomaszowie normowała „Tymczasowa instrukcja służbowa dla PKU”, wprowadzona do użytku rozkazem MSWojsk. Dep. Piech. L. 100/26 Pob.
Z dniem 1 stycznia 1927 roku PKU Brzeziny w Tomaszowie została zlikwidowana. Powiat brzeziński został włączony do okręgu poborowego PKU Łódź Powiat.

## Obsada personalna
Komendanci
- płk piech. Henryk Koiszewski lub mjr piech. Mikołaj Koiszewski (VIII 1919[20])
- ppłk Michał Tomasiewicz (VIII 1919[21])
- płk Lucjan Ruszczewski (X 1919 – 10 XII 1920[22])
- ppłk Władysław Łokczewski (10 XII 1920 – 15 V 1922[23])
- ppłk piech. Mikołaj Pełczyński (od 15 V 1922[23])
- mjr kanc. Stefan Lityński (p.o. 1 VII[24] – VIII 1925[25] → I referent PKU Piotrków)
- ppłk piech. Mikołaj Pełczyński (do I 1927[26] → dyspozycja dowódcy OK IV)

Obsada pozostałych stanowisk funkcyjnych PKU w latach 1921–1925
- I referent
  - kpt. piech. Stanisław Bolesławski[a] (do I 1924[30] → 25 pp)
  - por. piech. Władysław Grzesiewicz (I 1924[30] – IX 1925[31] → 30 pp)
  - kpt. piech. Józef Hryniewicz (IX 1925[31] – II 1926 → kierownik I referatu)
- II referent – urzędnik wojsk. XI rangi / por. kanc. Stanisław Chodań (1923 – II 1926 → referent)
- oficer instrukcyjny – por. piech. Kazimierz Dorożyński (do XII 1923[32] → oficer instrukcyjny PKU Łódź Miasto)
- oficer ewidencyjny Brzeziny
  - urzędnik wojsk. XI rangi Bruno Kochański (1923)
  - por. kanc. Stefan Życki (XII 1924[33] – II 1926 → kierownik II referatu)

Obsada pozostałych stanowisk funkcyjnych PKU w 1926 roku
- kierownik I referatu administracji rezerw – kpt. piech. Józef Hryniewicz (II 1926 – I 1927[35] → kierownik I referatu PKU Łódź Powiat)
- kierownik II referatu poborowego – por. kanc. Stefan Życki
- referent – por. kanc. Stanisław Chodań (II – IX 1926[36] → kierownik II referatu PKU Wilno Miasto)